# 三島耕
三島 耕（、1927年〈昭和2年〉5月20日 - ）は、日本の俳優。東京府北豊島郡日暮里町出身。本名は長谷 勝博。

## 来歴・人物
1947年、東京都立第四高等学校理科卒業。1950年、太泉映画のニューフェイスとなり、翌年『我が一高時代の犯罪』でデビュー。引き締まった男性的な風貌と堅実な演技を見せた。その後、松竹、日活、綜芸プロを経て、1958年に東宝と契約を結ぶ、多くの作品で主に脇役として活躍した。東宝特撮映画の出演も多い。1962年にフリーランスとなり、太平洋テレビジョン、さち子プロに所属していた。
また、1950年代後半から1970年代にかけてテレビドラマにも出演していたが、後に芸能界を引退した。

## 出演作品

### 映画
- この旗に誓う（1951年、東映） - 淺見新介
- いとし子と耐えてゆかむ（1952年、東映） - 武藤良樹
- 真空地帯（1952年、新星映画社）
- 悲劇の将軍 山下泰文（1953年、東映） - 大木当番兵
- 玄海の鰐（1953年、東映） - 竹本
- 健児の塔（1953年、東映） - 傷病兵
- 蛮から社員（1954年、松竹） - 高井
- 春の若草（1954年、松竹） - 丹羽省二
- 真実一路（1954年、松竹） - 大越護
- 伊豆の踊子（1954年、松竹） - 順作
- スタジオは大騒ぎ（1954年、松竹）
- 螢草（1954年、松竹） - 黒川金伍
- 三つの愛（1954年、松竹） - 西田信之
- 月は上りぬ（1955年、日活） - 雨宮渉
- 生きとし生けるもの（1955年、日活） - 伊佐早令二
- 次郎長遊侠傳 秋葉の火祭り（1955年、日活） - 追分三五郎
- 春の夜の出来事（1955年、日活） - 二宮真一
- 若き魂の記録 七つボタン（1955年、日活） - 長谷少尉
- 月夜の傘（1955年、日活） - 倉田信男
- 続警察日記（1955年、日活） - 若山巡査
- 母なき子（1955年、日活） - 省二
- 第8監房（1956年、日活） - 手塚看守
- 死の十字路（1956年、日活） - 真下幸彦
- 色ざんげ（1956年、日活） - 亭主
- 港の乾杯 勝利をわが手に（1956年、日活） - 主演：木崎伸吉
- 東京バカ踊り（1956年、日活） - 理髪店の客 ※特別出演
- 姉さんのお嫁入り（1956年、日活） - 吉本先生
- 太陽の季節（1956年、日活） - 津川道久
- 隣の嫁（1956年、日活） - 佐介
- 壁あつき部屋（1956年、松竹） - 横田
- 人間魚雷出撃す（1956年、日活） - 軍医長
- 最後の突撃（1957年、日活） - 原参謀少佐
- 女子寮祭（1957年、日活） - 笠原助教授
- 愛ちゃんはお嫁に（1957年、日活） - 園山太郎
- 狂った関係（1957年、日活） - 植村一雄
- 高校四年（1957年、日活） - 有吉俊介
- 肉体の悪夢（1957年、日活） - 上田淳
- 変身人間シリーズ（東宝）
  - 美女と液体人間（1958年） - 岸[4][5]
  - ガス人間第一号（1960年） - 藤田刑事[4][5]
- 花の慕情（1958年、東宝） - 竹越誠一郎
- 青春白書 大人には分らない（1958年、東宝） - 塚原準三
- 愛妻記（1959年、東宝） - 野々宮貞三
- 結婚の夜（1959年、東宝） - 佐倉
- 鉄腕投手 稲尾物語（1959年、東宝） - 松田正男
- まり子自叙伝 花咲く星座（1959年、東宝） - 夫
- 潜水艦イ-57降伏せず（1959年、東宝） - 清水大尉（機関長）[10]
- 日本誕生（1959年、東宝） - 八雲[10][5]
- 国定忠治（1960年、東宝） - 与作
- ハワイ・ミッドウェイ大海空戦 太平洋の嵐（1960年、東宝） - 花田大尉[10]
- サラリーマン目白三平 亭主のためいきの巻（1960年、東宝） - 先生
- 自由ヶ丘夫人（1960年、東宝） - 村井五郎
- 暗黒街の弾痕（1961年、東宝） - 草鹿一郎
- 名もなく貧しく美しく（1961年、東宝） - 菊池
- 香港の夜（1961年、東宝） - 同僚
- モスラ（1961年、東宝） - はやかぜ艦長[10][注釈 3]
- 真紅の男（1961年、東宝） - 部長刑事
- サラリーマン権三と助十 恋愛交叉点（1962年、東宝） - 仁木課長
- 妖星ゴラス（1962年、東宝） - 真田技師[出典 2]
- キングコング対ゴジラ（1962年、東宝） - 海上自衛隊幹部[出典 2]
- 忠臣蔵 花の巻・雪の巻（1963年、東宝） - 早水藤左衛門
- 太平洋の翼（1963年、東宝） - 当直将校[12]
- あつい壁（1970年）
- トラ・トラ・トラ!（1970年） - 小野寛治郎海軍中佐

### テレビドラマ
- 東京ロメオ（NTV）
- 小さな人形（NHK）
- 夫婦展示会（1956年、NHK）
- 忘れえぬクリスマス（1956年、KR）
- 太陽先生（NTV）
- 駅まで6分（1957年、NHK）
- 石中先生行状記（1957年、NTV）
- ねんねこ人形（1957年、NHK）
- 華々しき一族（1957年、KR）
- ここに人あり 第16話「霧の岬」（1957年、NHK）
- 惑星への招待 第3・4話（1957年、KR）
- 破れ太鼓（1957年、KR）
- ダイヤル110番 第24話「拳銃」（1958年、NTV）
- 中山七里（1958年、KR）
- 困った風景（1958年、KR）
- 僕んち物語 第9話（1959年、CX）
- 自分の墓（1959年、NTV）
- 指名手配 第3話「運転手強殺事件」（1959年、NET）
- これが真実だ 第3話「八百屋お七」（1959年、CX）
- 愛情詩集（1960年、NET）
- 風立ちぬ（1962年、TBS） - 主演
- 純愛シリーズ（1962年、TBS）
  - 第39話「旅役者の唄」
  - 第52話「女たち」
- 七人の刑事（TBS）
  - 第1シーズン 第30話「女好きのする男」（1962年）
  - 第2シーズン
    - 第153話「過去を逃れて」（1967年）
    - 第178話「短い旅」（1968年）
    - 第213話「醜聞」（1968年）
- 松本清張シリーズ・黒の組曲 声（1962年、NHK）
- 若い芽（1962年、NHK）
- 若いやつ（1962年、TBS）
- さようなら祖国（1962年、KTV）
- 短い短い物語 第67話「凝視」（1962年、NET）
- 判決（NET）
  - 第18話「刑事八〇三号法廷」（1963年）
  - 第113話「ひとすじ」（1964年）
- 嫁ぐ日まで 第10話「ユーカラに誓う愛」（1963年、CX）
- 鉄道公安36号（NET）
  - 第26話「奇跡の旅路」（1963年）
  - 第181話「愛の超特急」（1966年）
- 樅の木は残った（1963年、12ch）
- 父子鷹（1964年、TBS）
- 第7の男 第4話「誘惑の指輪」（1964年）
- 人形佐七捕物帳 第26話「妙法丸」（1965年、NHK）
- 風雪 第64話「漱石山房」（1965年、NHK）
- いのちある日を（1965年、NET）
- 母の婚礼（1966年、NHK）
- 三姉妹 第7話（1967年、NHK）
- 若さま侍捕物手帖 第10話（1967年、NTV）
- 女と刀 第8話（1967年、TBS）
- 銭形平次（CX）
  - 第64話「花婿の死」（1967年）
  - 第147話「子供がみた」（1969年）
  - 第293話「お鯉の仇討」（1971年）
  - 第334話「女房の証言」（1972年）
- 母子星（1967年、KTV）
- 竜馬がゆく（1968年、NHK）
- 日本剣客伝 第1話「坂本龍馬」（1968年、NET）
- われら弁護士 第10話「逃げた英雄」（1968年、NTV）
- キイハンター 第6話「影のメロディー」（1968年、TBS）
- 河童の三平 妖怪大作戦 第13話「山うばの呪い」（1968年、NET / 東映） - ハンター
- プロファイター 第7話「炎に散る女」（1969年、NTV / 宝塚映画）
- わが恋やまず（1969年、KTV）
- 特別機動捜査隊（NET） - 小杉刑事、佐伯刑事 ほか
  - 第412話「凍った蒸発」（1969年）
  - 第441話「赤い破門状」（1970年）
  - 第513話「その夜の女」（1971年）
  - 第529話「日本の悲劇」（1971年）
  - 第591話「失われた乳房」（1973年）
- 徳川秀忠の妻（1969年、CX）
- フラワーアクション009ノ1 第11話「黄金の指が逃げちゃった」（1969年、CX / 東映）
- ゴールドアイ 第3話「暗殺者は女を狙う」（1970年、NTV / 東映） - ボーアイ・コック
- 水戸黄門 第1部 第28話「隠密無情」（1970年、TBS） - 五味庄内
- プロフェッショナル 第24話「反抗の条件」（1970年、TBS）
- 江戸川乱歩シリーズ 明智小五郎 第19話「呪いの黄金仮面」（1970年、12ch / 東映）
- プレイガール（12ch）
  - 第90話「おんな勝負の賭けどころ」（1970年）
  - 第160話「狂気の来訪者」（1972年） - 大島
- 大岡越前 第2部 第7話「燃える牢獄」（1971年、TBS） - 吉沢唐十郎
- 遠山の金さん捕物帳（NET）
  - 第73話「かどわかした男」（1971年）
  - 第117話「泥棒に嫁入りした女」（1972年）
- ターゲットメン 第9話「吸血魔の面を剥げ」（1971年、NET）
- おらんだ左近事件帖 第21話「雛人形は知っていた」（1972年、CX）
- 刑事くん 第1部 第57話「人間たちの祭り」（1972年、TBS / 東映） - 三神茂
- 仮面ライダーシリーズ（MBS / 東映）
  - 仮面ライダー 第58話「怪人毒トカゲ おそれ谷の決斗!!」（1972年） - 大田黒博士
  - 仮面ライダーV3 第33話「V3危うし!帰って来たライダー1号、2号!!」（1973年） - 寒川博士
  - 仮面ライダーX 第15話「ゴッド秘密基地! Xライダー潜入す!!」・第16話「逆襲アポロガイスト! Xライダー危うし!!」（1974年） - 川上博士
- 人造人間キカイダー 第1話「恐怖のグレイサイキングは地獄の使者」（1972年） - 青野
- イナズマン 第1話「恐怖の新人類 バンバの挑戦!!」（1973年、NET / 東映） - 植田博士（イツツバンバラ人間態）
- 非情のライセンス 第1シリーズ 第38話「兇悪の虚栄」（1973年、NET / 東映） - 千波英治
- ウルトラマンタロウ 第42話「幻の母は怪獣使い!」（1974年、TBS / 円谷プロ） - 島田信吾